# Tour des onze villes 2024
La 41e édition du Tour des onze villes (en néerlandais : Elfstedenronde), une course cycliste masculine sur route, a lieu en Belgique le 5 mai 2024. L'épreuve se dispute sur 199,9 kilomètres entre Bruges et Bruges. Elle fait partie du calendrier UCI Europe Tour 2024 en catégorie 1.1 ainsi que de la Coupe de Belgique de 2024.

## Parcours
La Spoorwegstraat à Bruges est le nouveau lieu de départ et d’arrivée de cette course.

## Équipes participantes
| WorldTeams (2)- Alpecin-Deceuninck - Intermarché-Wanty ProTeams (6)- Bingoal WB - TDT-Unibet - Israel-Premier Tech - Team Flanders-Baloise - Lotto Dstny - Uno-X Mobility Équipes continentales (8)- Philippe Wagner-Bazin - Volkerwessels Cycling Team - Soudal Quick-Step Devo Team - Parkhotel Valkenburg - Team BridgeLane - Diftar Continental Cycling Team - Tarteletto-Isorex - Ara-Skip Capital Équipe de cyclo-cross- Pauwels Sauzen-Bingoal |
| |

## Classements

### Classement final
| \| Classement général \| Classement général \| Classement général \| Classement général \| Classement général \| \| Coureur \| Coureur \| Pays \| Équipe \| Temps \| \| ------------------ \| ------------------ \| ------------------ \| --------------------- \| ------------------ \| \| 1er \| Alexander Kristoff \| Norvège \| Uno-X Mobility \| 4 h 04 min 06 s \| \| 2e \| Jarne Van de Paar \| Belgique \| Lotto Dstny \| + 0 s \| \| 3e \| Pierre Barbier \| France \| Philippe Wagner-Bazin \| + 0 s \| |                    |          |                       |                 |
| |                    |          |                       |                 |
| Source : ProCyclingStats |                    |          |                       |                 |
| Classement général |                    |          |                       |                 |
| Coureur | Coureur            | Pays     | Équipe                | Temps           |
| 1er | Alexander Kristoff | Norvège  | Uno-X Mobility        | 4 h 04 min 06 s |
| 2e | Jarne Van de Paar  | Belgique | Lotto Dstny           | + 0 s           |
| 3e | Pierre Barbier     | France   | Philippe Wagner-Bazin | + 0 s           |

### Classements UCI
La course attribue des points au classement mondial UCI 2024 selon le barème suivant :
| Position           | 1er | 2e | 3e | 4e | 5e | 6e | 7e | 8e | 9e | 10e | 11e | 12e | 13e à 15e | 16e à 25e |
| Classement général | 125 | 85 | 70 | 60 | 50 | 40 | 35 | 30 | 25 | 20  | 15  | 10  | 5         | 3         |